# Hemigrapsus penicillatus
Hemigrapsus penicillatus är en kräftdjursart som först beskrevs av De Haan 1835.  Hemigrapsus penicillatus ingår i släktet Hemigrapsus och familjen Varunidae. Arten har ej påträffats i Sverige. Inga underarter finns listade i Catalogue of Life.

## Bildgalleri

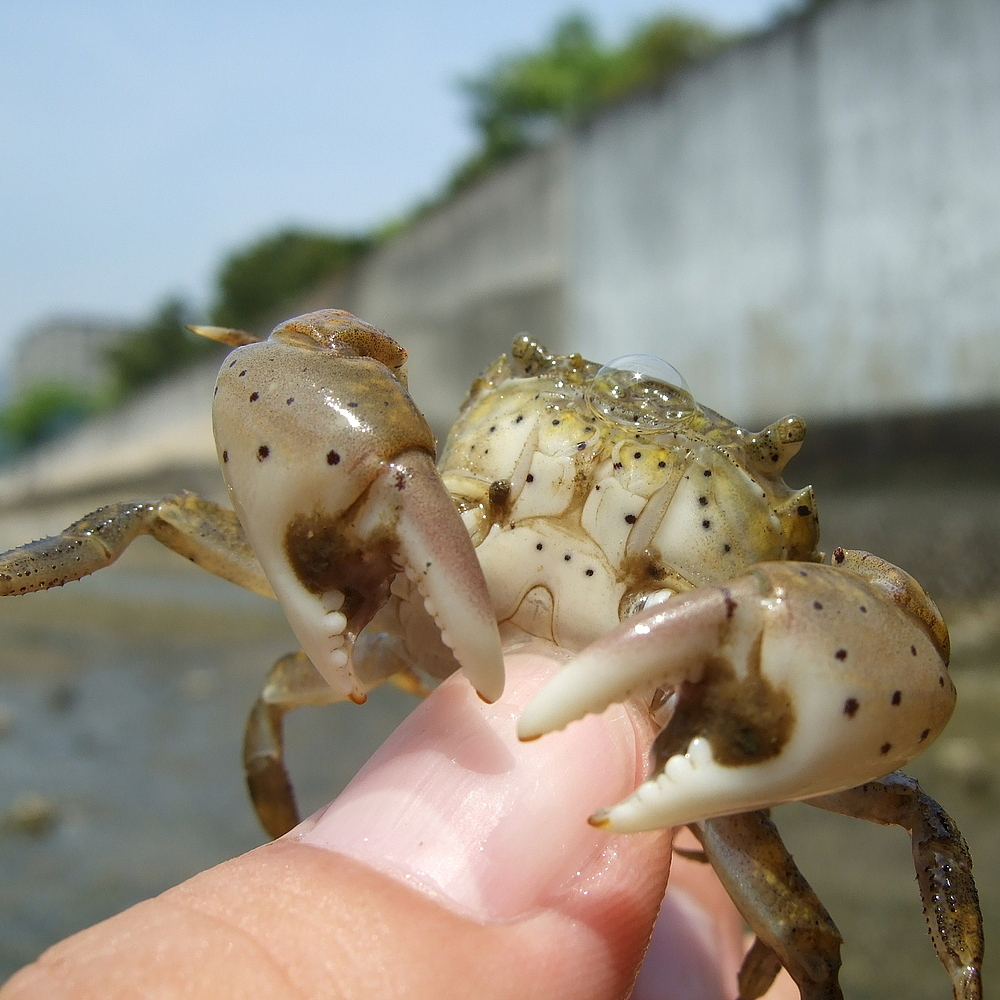